# Campeonato Nacional de Clubes 1971
Die Campeonato Nacional de Clubes 1971 war die 15. Spielzeit der brasilianischen Fußballmeisterschaft. Es war die erste Meisterschaft die seinerzeit auch offiziellen Rang als solche erhielt. Die vorherigen Wettbewerbe fanden erst 2010 Anerkennung.

## Saisonverlauf
Der Wettbewerb startete am 17. August 1971 in seine neue Saison und endete am 19. Dezember 1971. Die Meisterschaft wurde vom nationalen Verband CBD ausgerichtet. Am Ende der Saison konnte der Atlético Mineiro seinen ersten Titel feiern.
Nach der Saison vergab die Sportzeitschrift Placar den Goldenen Ball an den besten Spieler des Jahres. Der Preis ging an Dirceu Lopes Mendes von Cruzeiro EC. Torschützenkönig wurde mit 15 Treffern Dario vom Meister Atlético Mineiro.
Die Spiele zwischen dem 4. und 7. September flossen in die Wertung des Taça Independência do Brasil 1971 ein. Sieger wurde hier der FC São Paulo.

## Teilnehmer
Es nahmen 20 Mannschaften am Wettbewerb teil.
Im Gegensatz zum Vorgängerwettbewerb, dem Torneio Roberto Gomes Pedrosa 1970, waren drei weitere Mannschaften Gründungsmitglieder des neuen Wettbewerbs: der Ceará SC, Sport Recife und América Mineiro. Für die nicht berücksichtigten Mannschaften stattete der Verband das Torneio Integração ab.
 Bahia
- EC Bahia

 Ceará
- Ceará SC

 Rio de Janeiro (damals noch Guanabara (Bundesstaat))
- America FC (RJ)
- Botafogo FR
- CR Flamengo
- Fluminense FC
- CR Vasco da Gama

 Minas Gerais
- América Mineiro
- Atlético Mineiro
- Cruzeiro EC

 Paraná
- Coritiba FC

 Pernambuco
- Santa Cruz FC
- Sport Recife

 Rio Grande do Sul
- Grêmio FBPA
- SC Internacional

 São Paulo
- SC Corinthians
- SE Palmeiras
- Portuguesa
- FC Santos
- FC São Paulo

## Modus
Punktevergabe
- 1. Größere Anzahl von Punkten
- 2. Anzahl von Siegen
- 3. Bessere Tordifferenz
- 4. Anzahl von Tore
- 5. Anzahl Gegentore
- 6. Direkter Vergleich

1. Runde:
In der ersten Runde wurden die 20 Teilnehmer in zwei Gruppen aufgeteilt. Alle Teilnehmer beider Gruppen spielten jeweils einmal gegeneinander (19 Spiele je Mannschaft). Die besten sechs Mannschaften je Gruppe zogen in die zweite Runde ein.
2. Runde:
Hier trafen die 12 Mannschaften in drei Gruppen zu je vier Teams aufeinander. In den Gruppen trafen die Teams in Hin- und Rückspiel aufeinander. Die beste Mannschaft jeder Gruppe zog in die Finalrunde ein.
Finalrunde:
In der Finalrunde trafen die Mannschaften nur einmal aufeinander. Die beste Mannschaft aus allen drei Spielen wurde Meister.
Gesamttabelle:
Aus den Ergebnissen aller Spiele wurde eine Gesamttabelle gebildet. Diese wird vom nationalen Verband zur Berechnung der ewigen Bestenliste genutzt.

## 1. Runde

### Gruppe A
| Pl. | Verein           | Sp. | S  | U  | N  | Tore    | Diff. | Punkte |
| --- | ---------------- | --- | -- | -- | -- | ------- | ----- | ------ |
| 1.  | SC Corinthians   | 19  | 10 | 6  | 3  | 029:160 | +13   | 26     |
| 2.  | Cruzeiro EC      | 19  | 7  | 9  | 3  | 026:120 | +14   | 23     |
| 3.  | SC Internacional | 19  | 7  | 9  | 3  | 021:160 | +5    | 23     |
| 4.  | Coritiba FC      | 19  | 10 | 2  | 7  | 021:180 | +3    | 22     |
| 5.  | SE Palmeiras     | 19  | 8  | 6  | 5  | 020:140 | +6    | 22     |
| 6.  | CR Vasco da Gama | 19  | 6  | 7  | 6  | 011:120 | −1    | 19     |
| 7.  | Santa Cruz FC    | 19  | 3  | 11 | 5  | 017:230 | −6    | 17     |
| 8.  | Fluminense FC    | 19  | 5  | 6  | 8  | 012:130 | −1    | 16     |
| 9.  | Portuguesa       | 19  | 6  | 3  | 10 | 016:240 | −8    | 15     |
| 10. | Ceará SC         | 19  | 2  | 5  | 12 | 005:250 | −20   | 09     |

### Gruppe B
| Pl. | Verein           | Sp. | S | U  | N  | Tore    | Diff. | Punkte |
| --- | ---------------- | --- | - | -- | -- | ------- | ----- | ------ |
| 1.  | Grêmio FBPA      | 19  | 8 | 7  | 4  | 018:110 | +7    | 23     |
| 2.  | Atlético Mineiro | 19  | 7 | 9  | 3  | 027:160 | +11   | 23     |
| 3.  | America FC (RJ)  | 19  | 7 | 7  | 5  | 023:170 | +6    | 21     |
| 4.  | FC Santos        | 19  | 7 | 7  | 5  | 017:110 | +6    | 21     |
| 5.  | Botafogo FR      | 19  | 5 | 10 | 4  | 015:160 | −1    | 20     |
| 6.  | FC São Paulo     | 19  | 6 | 7  | 6  | 016:190 | −3    | 19     |
| 7.  | EC Bahia         | 19  | 5 | 8  | 6  | 014:160 | −2    | 18     |
| 9.  | América Mineiro  | 19  | 2 | 9  | 8  | 011:190 | −8    | 13     |
| 10. | Sport Recife     | 19  | 4 | 4  | 11 | 010:270 | −17   | 12     |

## Runde 2

### Gruppe A
| Pl. | Verein          | Sp. | S | U | N | Tore    | Diff. | Punkte |
| --- | --------------- | --- | - | - | - | ------- | ----- | ------ |
| 1.  | FC São Paulo    | 6   | 3 | 3 | 0 | 006:200 | +4    | 09     |
| 2.  | SC Corinthians  | 6   | 2 | 1 | 3 | 004:500 | −1    | 05     |
| 3.  | America FC (RJ) | 6   | 1 | 3 | 2 | 004:400 | ±0    | 05     |
| 4.  | Cruzeiro EC     | 6   | 1 | 3 | 2 | 002:500 | −3    | 05     |

### Gruppe 2
| Pl. | Verein           | Sp. | S | U | N | Tore    | Diff. | Punkte |
| --- | ---------------- | --- | - | - | - | ------- | ----- | ------ |
| 1.  | Atlético Mineiro | 6   | 3 | 1 | 2 | 010:600 | +4    | 07     |
| 2.  | SC Internacional | 6   | 3 | 1 | 2 | 007:700 | ±0    | 07     |
| 3.  | FC Santos        | 6   | 2 | 2 | 2 | 007:500 | +2    | 06     |
| 4.  | CR Vasco da Gama | 6   | 1 | 2 | 3 | 004:100 | −6    | 04     |

### Gruppe 3
| Pl. | Verein       | Sp. | S | U | N | Tore    | Diff. | Punkte |
| --- | ------------ | --- | - | - | - | ------- | ----- | ------ |
| 1.  | Botafogo FR  | 6   | 3 | 2 | 1 | 011:600 | +5    | 08     |
| 2.  | Grêmio FBPA  | 6   | 2 | 2 | 2 | 006:700 | −1    | 06     |
| 3.  | SE Palmeiras | 6   | 1 | 4 | 1 | 007:600 | +1    | 06     |
| 4.  | Coritiba FC  | 6   | 1 | 2 | 3 | 002:700 | −5    | 04     |

## Finalrunde
| Pl. | Verein           | Sp. | S | U | N | Tore    | Diff. | Punkte |
| --- | ---------------- | --- | - | - | - | ------- | ----- | ------ |
| 1.  | Atlético Mineiro | 2   | 2 | 0 | 0 | 002:000 | +2    | 04     |
| 2.  | FC São Paulo     | 2   | 1 | 0 | 1 | 004:200 | +2    | 02     |
| 3.  | Botafogo FR      | 2   | 0 | 0 | 2 | 001:500 | −4    | 0      |

| Atlético Mineiro                                | Atlético Mineiro | FC São Paulo | FC São Paulo |
| ----------------------------------------------- | --- | --- | ------------ |
| Atlético Mineiro                                | \| 12. Dezember 1971 in Belo Horizonte ( Mineirão) \| \| Ergebnis: 1:0 (0:0) \| \| Zuschauer: 59.320 \| \| Schiedsrichter: Armando Marques \|                                            | \| 12. Dezember 1971 in Belo Horizonte ( Mineirão) \| \| Ergebnis: 1:0 (0:0) \| \| Zuschauer: 59.320 \| \| Schiedsrichter: Armando Marques \|        | FC São Paulo |
| Atlético Mineiro                                | Renato, Humberto Monteiro, Grapete, Vantuir, Oldair Barchi, Vanderlei Paiva, Humberto Ramos, Ronaldo Drummond, Dario, Beto (Spencer Coelho), Romeu Evangelista Cheftrainer: Telê Santana | Sérgio Valentin, Pablo Forlán, Samuel Arruda, Arlindo Galvão, Gilberto Sorriso, Teodoro, Gérson, Terto, Edson, Toninho, Paraná Cheftrainer: José Poy | FC São Paulo |
| Atlético Mineiro                                | 1:0 Oldair Barchi (75.) | | FC São Paulo |
| 12. Dezember 1971 in Belo Horizonte ( Mineirão) | | |              |
| Ergebnis: 1:0 (0:0)                             | | |              |
| Zuschauer: 59.320                               | | |              |
| Schiedsrichter: Armando Marques                 | | |              |

| FC São Paulo                             | FC São Paulo | Botafogo FR | Botafogo FR |
| ---------------------------------------- | --- | --- | ----------- |
| FC São Paulo                             | \| 15. Dezember 1971 in São Paulo (Morumbi) \| \| Ergebnis: 4:1 (0:0) \| \| Zuschauer: 33.930 \| \| Schiedsrichter: Armando Marques \|                                  | \| 15. Dezember 1971 in São Paulo (Morumbi) \| \| Ergebnis: 4:1 (0:0) \| \| Zuschauer: 33.930 \| \| Schiedsrichter: Armando Marques \|                                                    | Botafogo FR |
| FC São Paulo                             | Sérgio Valentin, Pablo Forlán, Samuel Arruda, Arlindo Galvão, Gilberto Sorriso, Teodoro, Gérson, Terto, Everaldo (Paulo), Toninho (Edson), Paraná Cheftrainer: José Poy | Ubirajara Mota, Caju, Djalma Dias, Nei Conceição, Waltencir, Carlos Roberto, Marcos Aurelio (Ricardo Ferretti), Ney, Roberto Miranda (Zequinha), Jairzinho, Careca Cheftrainer: Paraguaio | Botafogo FR |
| FC São Paulo                             | 1:1 Pablo Forlán (61.) 2:1 Terto (65.) 3:1 Toninho (71.) 4:1 Terto (86.)                                                                                                | 0:1 Ney (53.) | Botafogo FR |
| 15. Dezember 1971 in São Paulo (Morumbi) | | |             |
| Ergebnis: 4:1 (0:0)                      | | |             |
| Zuschauer: 33.930                        | | |             |
| Schiedsrichter: Armando Marques          | | |             |

| Botafogo FR                                    | Botafogo FR | Atlético Mineiro | Atlético Mineiro |
| ---------------------------------------------- | --- | --- | ---------------- |
| Botafogo FR                                    | \| 19. Dezember 1971 in Rio de Janeiro (Maracanã) \| \| Ergebnis: 0:1 (0:0) \| \| Zuschauer: 46.458 \| \| Schiedsrichter: Armando Marques \|                         | \| 19. Dezember 1971 in Rio de Janeiro (Maracanã) \| \| Ergebnis: 0:1 (0:0) \| \| Zuschauer: 46.458 \| \| Schiedsrichter: Armando Marques \|                                | Atlético Mineiro |
| Botafogo FR                                    | Wendell, Mura, Djalma Dias, Queirós, Waltencir, Carlos Roberto, Marcos Aurelio (Didinho), Careca (Ricardo Ferretti), Jairzinho, Zequinha, Ney Cheftrainer: Paraguaio | Renato, Humberto Monteiro, Grapete, Vantuir, Oldair Barchi, Vanderlei Paiva, Humberto Ramos, Ronaldo Drummond, Lola (Spencer Coelho), Dario, Tião Cheftrainer: Telê Santana | Atlético Mineiro |
| Botafogo FR                                    | 0:1 Dario (61.) | | Atlético Mineiro |
| Botafogo FR                                    | Carlos Roberto (84.), Mura (87.) | | Atlético Mineiro |
| 19. Dezember 1971 in Rio de Janeiro (Maracanã) | | |                  |
| Ergebnis: 0:1 (0:0)                            | | |                  |
| Zuschauer: 46.458                              | | |                  |
| Schiedsrichter: Armando Marques                | | |                  |

## Die Meistermannschaft
| width="625" \| Atlético Mineiro | |
|                                 | - Tor: Renato, Vandeir - Abwehr: Héctor Cincunegui, Humberto Monteiro, Normandes, Getúlio, Oldair Barchi, Antenor, Zé Maria, Márcio Gugu, Grapete, Vantuir, Edmar - Mittelfeld: Spencer Coelho, Lucinho, Ângelo, Humberto Ramos, Beto, Vanderlei Paiva, Lola, Danival, Bibi - Angriff: Tião, Cláudio, Ronaldo Drummond, Dario, Guara, Lacy, Vaguinho, Ismael, Salvador Almeida, Romeu Evangelista, Pedrilho, Guará - Trainer: Telê Santana |

## Abschlusstabelle
Die Tabelle diente lediglich zur Feststellung der Platzierung der einzelnen Mannschaften in der Saison. Sie wurde zeitweise vom Verband auch zur Ermittlung einer ewigen Rangliste herangezogen. Sie setzt sich zusammen aus allen ausgetragenen Spielen. In der Sortierung hat das Erreichen der jeweiligen Finalphase Vorrang vor den erzielten Punkten.
| Pl. | Verein           | Sp. | S  | U  | N  | Tore    | Diff. | Punkte |
| --- | ---------------- | --- | -- | -- | -- | ------- | ----- | ------ |
| 1.  | Atlético Mineiro | 27  | 12 | 10 | 5  | 039:220 | +17   | 34     |
| 2.  | FC São Paulo     | 27  | 10 | 10 | 7  | 026:230 | +3    | 30     |
| 3.  | Botafogo FR      | 27  | 8  | 12 | 7  | 027:270 | ±0    | 28     |
| 4.  | SC Corinthians   | 25  | 12 | 7  | 6  | 033:210 | +12   | 31     |
| 5.  | SC Internacional | 25  | 10 | 10 | 5  | 028:230 | +5    | 30     |
| 6.  | Grêmio FBPA      | 25  | 10 | 9  | 6  | 024:180 | +6    | 29     |
| 7.  | SE Palmeiras     | 25  | 9  | 10 | 6  | 027:200 | +7    | 28     |
| 8.  | Cruzeiro EC      | 25  | 8  | 12 | 5  | 028:170 | +11   | 28     |
| 9.  | FC Santos        | 25  | 9  | 9  | 7  | 024:160 | +8    | 27     |
| 10. | Coritiba FC      | 25  | 11 | 4  | 10 | 023:250 | −2    | 26     |
| 11. | America FC (RJ)  | 25  | 8  | 10 | 7  | 027:210 | +6    | 26     |
| 12. | CR Vasco da Gama | 25  | 7  | 9  | 9  | 015:220 | −7    | 23     |
| 13. | EC Bahia         | 19  | 5  | 8  | 6  | 014:160 | −2    | 18     |
| 14. | CR Flamengo      | 19  | 4  | 10 | 5  | 013:170 | −4    | 18     |
| 15. | Santa Cruz FC    | 19  | 3  | 11 | 5  | 017:230 | −6    | 17     |
| 16. | Fluminense FC    | 19  | 5  | 6  | 8  | 012:130 | −1    | 16     |
| 17. | Portuguesa       | 19  | 6  | 3  | 10 | 016:240 | −8    | 15     |
| 18. | América Mineiro  | 19  | 2  | 9  | 8  | 011:190 | −8    | 13     |
| 19. | Sport Recife     | 19  | 4  | 4  | 11 | 010:270 | −17   | 12     |
| 20. | Ceará SC         | 19  | 2  | 5  | 12 | 005:250 | −20   | 09     |

## Torschützenliste
| Pl. | Nat.        | Spieler           | Verein           | Tore    |
| --- | ----------- | ----------------- | ---------------- | ------- |
| 1   | Brasilianer | Dario             | Atlético Mineiro | 15 Tore |
| 2   | Brasilianer | Mirandinha        | Corinthians      | 11 Tore |
| 3   | Brasilianer | Roberto Rivelino  | Corinthians      | 10 Tore |
| 3   | Brasilianer | Toninho Guerreiro | São Paulo        | 10 Tore |
| 5   | Brasilianer | Roberto Miranda   | Botafogo         | 9 Tore  |
| 5   | Brasilianer | Tião Abatiá       | Coritiba         | 9 Tore  |
| 5   | Brasilianer | Tostão            | Cruzeiro         | 9 Tore  |
| 5   | Brasilianer | César Maluco      | Palmeiras        | 9 Tore  |
| 5   | Brasilianer | Alvimar           | Santos           | 9 Tore  |
| 10  | Brasilianer | Cabinho           | Portuguesa       | 8 Tore  |

## Auswahlmannschaft
Am Ende der Saison wurde die Auswahlmannschaft der Saison gewählt.
- Tor: Edgardo Andrada (Vasco)
- Abwehr: Carlindo (Ceará), Pescuma (Coritiba), Vantuir (Atlético Mineiro)
- Mittelfeld: Antônio Carlos (América-RJ),  Dirceu Lopes (Cruzeiro), Humberto Monteiro (Atlético Mineiro), Vanderlei Paiva (Atlético Mineiro)
- Angriff: Tião Abatiá (Coritiba), Edu (Santos), Roberto Rivelino (Corinthians)